# Bori (Maharashtra)
Bori es una ciudad censal situada en el distrito de Nagpur en el estado de Maharashtra (India). Su población es de 12072 habitantes (2011). Se encuentra a 4 km de Nagpur.

## Demografía
Según el censo de 2011 la población de Bori era de 12072 habitantes, de los cuales 6307 eran hombres y 5765 eran mujeres. Bori tiene una tasa media de alfabetización del 91,24%, superior a la media estatal del 82,34%: la alfabetización masculina es del 94,25%, y la alfabetización femenina del 87,96%.